# Achilles Eduard Carneghem van Weghen
Achilles Eduard Carneghem van Weghen auch: Achilles Eduard von Caneghem und auch Achilles van Caneghem (* 1886 in Flandern; † 1981 in Celle) war ein belgisch-deutscher Ingenieur, Kaufmann und Unternehmer sowie Erfinder im Bereich von Windkraftanlagen.

## Leben
Der ursprünglich in Belgien geborene Baron ließ sich nach dem Ersten Weltkrieg im Jahr 1926 in Celle nieder.
Noch während der Zeit der Weimarer Republik meldete van Caneghem am 6. Juli 1932 ein Patent an unter dem Titel Windkraftwerk mit Luftschrauben und vor diesen angeordneten trichterförmigen Windkanälen. In den USA ließ sich von Caneghem zudem eine am 8. Februar 1936 angemeldete Erfindung eines Motorrades patentieren, das zugleich als Wasserfahrzeug verwendet werden konnte.
Zur Zeit des Nationalsozialismus und während des Zweiten Weltkrieges unterhielt der Adlige einen Tattersall, einen Pferde-, Fuhrwerke- und Reitbetrieb in den Gebäuden der ehemaligen Lederfabrik an der späteren Biermannstraße in Celle. In dem aus den Wehlschen Lederfabriken hervorgegangenen Gebäude der Celler Lederwerke von Fritz Wehl, ab 1932 Lederfabrik Hermann Kluge an der damaligen Wittinger Straße, diente der Tattersall zeitweilig paramilitärischen Ausbildungen des Deutschen Jungvolks „Fähnlein 2, Bann 77“, wie der Zeitzeuge Otto Brase gegenüber der Celleschen Zeitung erläuterte.
In den 1950er Jahren betrieb Caneghem van Weghem zudem einen kleinen Reitstall im Celler Ortsteil Vorwerk. Dort konnten vor allem Kinder Reiten lernen oder mit der Eselin namens Lotte auf dem Kutschwagen Ausflüge in die nähere Umgebung unternehmen.
Caneghem van Weghem gehörte zu den Gründungsmitgliedern der Partei Die Grünen in Celle. Zudem meldete er später „mehrere Patente für Windkraftwerke“ an.